# Natalio Perinetti
Pour les articles homonymes, voir Perinetti.
Natalio Perinetti (né le 28 décembre 1900 - mort le 24 mai 1985) est un ancien footballeur international argentin qui jouait au poste d'attaquant.

## Biographie
Il évolue durant toute sa carrière au Racing Club en Argentine de 1917 (dès l'âge de 17 ans) à 1933, avec qui il remporte quatre championnats en 1917, 1919, 1921 et 1925.
Il est convoqué pour jouer la Copa América 1929, ainsi que la coupe du monde 1930. Il ne joue qu'un seul match durant ce mondial, contre la France, lors des matchs du 1er tour du groupe A, où il remplace l'attaquant Carlos Peucelle. L'Argentine devient vice-championne du monde, en perdant en finale contre l'Uruguay.